# Західний Мідленд (регіон)
За́хідний Мі́дленд (англ. West Midlands) — регіон на заході Англії. Столиця та найбільше місто — Бірмінгем. Інші великі міста — Ковентрі, Шрусбері.

## Історія
В епоху англо-саксонських завоювань даний регіон був територією королівства Мерсія.

## Географія
Західний Мідленд займає територію 13 004 км² (7-е місце) і межує на заході з Уельсом, на північному заході з регіоном Північно-Західна Англія, на сході з регіоном Східний Мідленд, на південному сході з регіонами Південно-Східна Англія та Південно-Західна Англія.

## Міські агломерації
У Західному Мідленді розташовано 5 великих міських агломерацій з населенням понад 100 тисяч чоловік (за даними 2001 року, в порядку убування чисельності населення):
- Вест-Мідлендс: 2284093
- Поттеріс: 362403
- Ковентрі / Бедворт: 336452
- Телфорд: 138241
- Нунітон: 132236

## Демографія
На території регіону за даними 2001 року проживає 5 267 337 осіб (5-е місце серед регіонів), при середній щільності населення 405 чол./км ².

## Політика
Рада Західного Мідленда утворена 2010 року, замінивши собою Регіональну Асамблею Західного Мідленду (WMRA). Правління ради включає в себе голів всіх 33 місцевих рад регіону Західного Мідленду.
Агентство з розвитку регіону Західний Мідленд Advantage West Midlands (AWM) утворене 1999 року; основна мета агентства — розвиток економіки регіону.

## Адміністративний поділ
Західний Мідленд включає в себе вісім політично незалежних одна від одної адміністративних одиниць — метропольне однойменне графство, три неметропольні графства (Вустершир, Стаффордшир і Ворикшир) і чотири унітарні одиниці (Сток-он-Трент, Телфорд і Рекін, Герефордшир і Шропшир). Метропольні графства, неметропольні графства та унітарні одиниці об'єднані в шість церемоніальних графств (Вустершир, Стаффордшир, Ворикшир, Західний Мідленд, Герефордшир і Шропшир), для забезпечення ними церемоніальних функцій. Метропольні та неметропольні графства діляться в цілому на 26 метропольних і неметропольних районів. Унітарні одиниці поділу на райони не мають.
| Вустершир (церемоніальне графство, неметропольне графство) - - Вустер - Молверн-Гіллз - Вайр-Форест - Бромсгроув - Реддвтч - Ввчейвон Стаффордшир (церемоніальне графство) - Стаффордшир (неметропольне графство) - Темворт - Лічфілд - Кеннок-Чейз - Південний Стаффордшир - Стаффорд - Ньюкасл-апон-Лайм - Стаффордшир Мурлендс - Сзідний Стаффордшир - Сток-он-Трент (унітарна одиниця) | Ворикшир (церемоніальне графство, неметропольне графство) - - Північний Уорикшир - Нунеатон і Бедворт - Регбі - Стратфорд-он-Ейвон - Ворвік Західний Мідленд (церемоніальне графство, метропольне графство) - - Вулвергемптон - Дадлі - Волсолл - Сендвелл - Бірмінгем - Солігалл - Ковентрі Герефордшир (церемоніальне графство, унітарна одиниця) Шропшир (церемоніальне графство) - Телфорд и Рекин (унітарна одиниця) - Шропшир (унітарна одиниця) |